# خرطوشة حبر

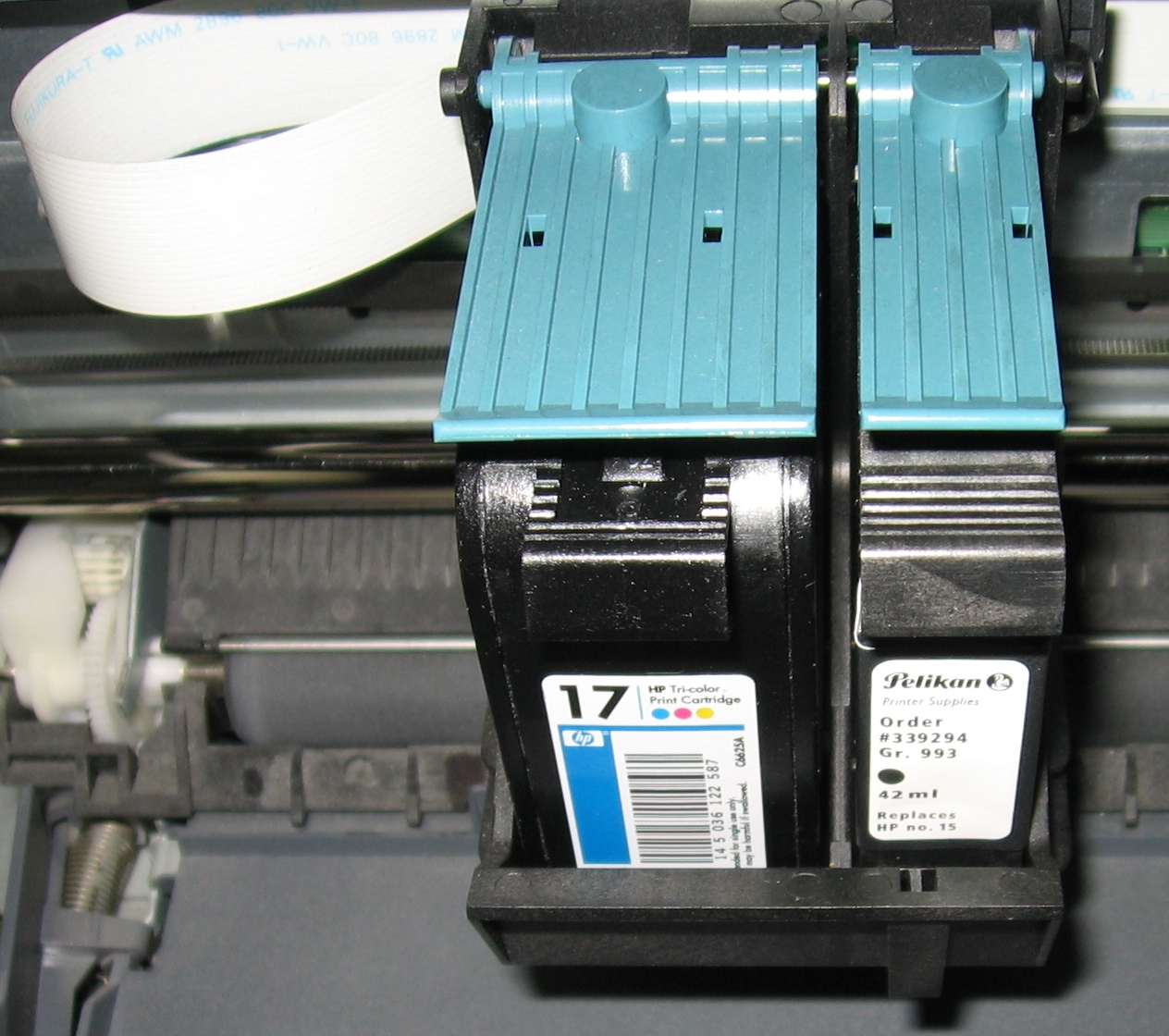
خرطوشتا حبر في طابعة نافثة للحبر، إحداهما تحتوى على حبر أسود والأخرى على حبر ملون

خرطوشة الحبر (بالإنجليزية: Ink cartridge)‏ هي جزء قابل للاستبدال في الطابعة النافثة للحبر، يحتوى على الحبر الذي يترسب على الورق أثناء الطباعة وبالعادة تحتوي الطابعة النافثة للحبر على عبوتين عبوة الوان تحتوي على ثلاثة الوان وهي السماوي والأصفر والأحمر وعلبة للون الأسود.